# Lista piloților campioni ai Campionatului Mondial de Raliuri

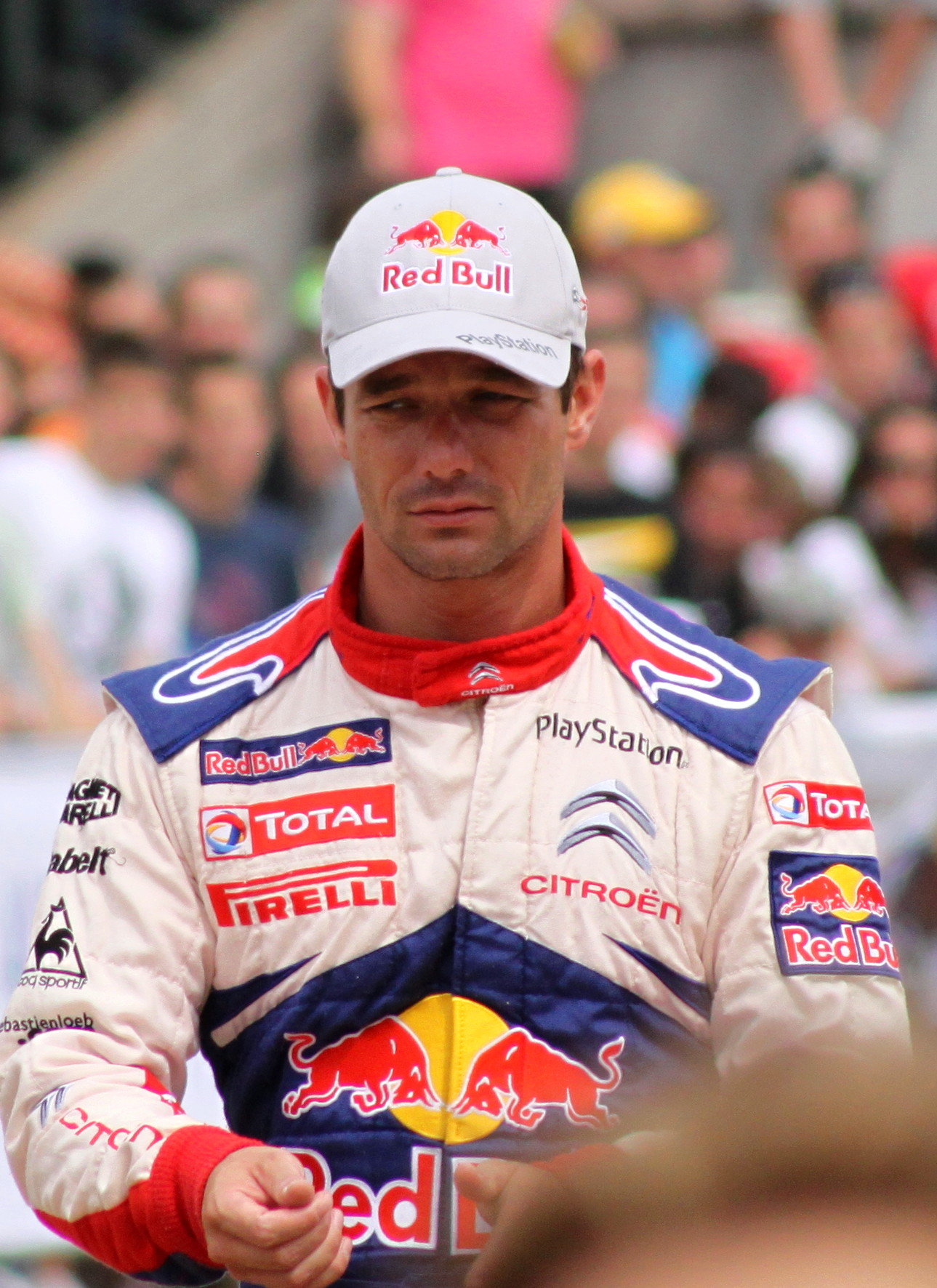
Sébastien Loeb, câștigător de nouă ori a campionatului piloților la raliuri

## Legendă
| Podiumuri | Numărul de ori în care campionul a finisat în top trei în raliu         |
| Diferența | Diferența de puncte cu care campionul a surclasat ocupantul locului doi |

## Campioni

### După sezon
| Sezon | Țara         | Pilot              | Bolid                                                        | Curse câștigate | Podiumuri | Puncte[A] | Diferența |
| ----- | ------------ | ------------------ | ------------------------------------------------------------ | --------------- | --------- | --------- | --------- |
| 1977  | Italia       | Sandro Munari[B]   | Lancia Stratos HF                                            | 3               | 4         | 31        | 1         |
| 1978  | Finlanda     | Markku Alén[B][C]  | Fiat 131 Abarth                                              | 4               | 8         | 52        | 21        |
| 1979  | Suedia       | Björn Waldegård[D] | Ford Escort RS1800                                           | 2               | 7         | 112       | 1         |
| 1980  | RFG          | Walter Röhrl       | Fiat 131 Abarth                                              | 4               | 6         | 118       | 54        |
| 1981  | Finlanda     | Ari Vatanen        | Ford Escort RS1800                                           | 3               | 5         | 96        | 7         |
| 1982  | RFG          | Walter Röhrl       | Opel Ascona 400                                              | 2               | 8         | 109       | 12        |
| 1983  | Finlanda     | Hannu Mikkola      | Audi Quattro A1/A2                                           | 4               | 7         | 125       | 23        |
| 1984  | Suedia       | Stig Blomqvist     | Audi Quattro A2/Sport Quattro                                | 5               | 6         | 125       | 21        |
| 1985  | Finlanda     | Timo Salonen       | Peugeot 205 T16/E2                                           | 5               | 8         | 127       | 52        |
| 1986  | Finlanda     | Juha Kankkunen     | Peugeot 205 T16 E2                                           | 3               | 6         | 118       | 14        |
| 1987  | Finlanda     | Juha Kankkunen     | Lancia Delta HF 4WD                                          | 2               | 5         | 100       | 6         |
| 1988  | Italia       | Miki Biasion       | Lancia Delta HF 4WD Lancia Delta Integrale                   | 5               | 6         | 115       | 29        |
| 1989  | Italia       | Miki Biasion       | Lancia Delta Integrale Lancia Delta Integrale 16V            | 5               | 5         | 106       | 41        |
| 1990  | Spania       | Carlos Sainz       | Toyota Celica GT-Four ST165                                  | 4               | 9         | 140       | 45        |
| 1991  | Finlanda     | Juha Kankkunen     | Lancia Delta Integrale 16V                                   | 5               | 7         | 150       | 7         |
| 1992  | Spania       | Carlos Sainz       | Toyota Celica Turbo 4WD                                      | 4               | 8         | 144       | 10        |
| 1993  | Finlanda     | Juha Kankkunen     | Toyota Celica Turbo 4WD                                      | 5               | 7         | 135       | 23        |
| 1994  | Franța       | Didier Auriol      | Toyota Celica Turbo 4WD                                      | 3               | 6         | 116       | 17        |
| 1995  | Regatul Unit | Colin McRae        | Subaru Impreza 555                                           | 2               | 5         | 90        | 5         |
| 1996  | Finlanda     | Tommi Mäkinen      | Mitsubishi Lancer Evolution III                              | 5               | 6         | 123       | 31        |
| 1997  | Finlanda     | Tommi Mäkinen      | Mitsubishi Lancer Evolution IV                               | 4               | 9         | 63        | 1         |
| 1998  | Finlanda     | Tommi Mäkinen      | Mitsubishi Lancer Evolution IV Mitsubishi Lancer Evolution V | 5               | 7         | 58        | 2         |
| 1999  | Finlanda     | Tommi Mäkinen      | Mitsubishi Lancer Evolution VI                               | 4               | 7         | 62        | 7         |
| 2000  | Finlanda     | Marcus Grönholm    | Peugeot 206 WRC                                              | 4               | 7         | 65        | 5         |
| 2001  | Regatul Unit | Richard Burns      | Subaru Impreza WRC 2001                                      | 1               | 6         | 44        | 2         |
| 2002  | Finlanda     | Marcus Grönholm    | Peugeot 206 WRC                                              | 5               | 9         | 77        | 40        |
| 2003  | Norvegia     | Petter Solberg     | Subaru Impreza WRC 2003                                      | 4               | 7         | 72        | 1         |
| 2004  | Franța       | Sébastien Loeb     | Citroën Xsara WRC                                            | 6               | 12        | 118       | 36        |
| 2005  | Franța       | Sébastien Loeb     | Citroën Xsara WRC                                            | 10              | 13        | 127       | 56        |
| 2006  | Franța       | Sébastien Loeb     | Citroën Xsara WRC                                            | 8               | 12        | 112       | 1         |
| 2007  | Franța       | Sébastien Loeb     | Citroën C4 WRC                                               | 8               | 13        | 116       | 4         |
| 2008  | Franța       | Sébastien Loeb     | Citroën C4 WRC                                               | 11              | 13        | 122       | 19        |
| 2009  | Franța       | Sébastien Loeb     | Citroën C4 WRC                                               | 7               | 9         | 93        | 1         |
| 2010  | Franța       | Sébastien Loeb     | Citroën C4 WRC                                               | 8               | 13        | 276       | 105       |
| 2011  | Franța       | Sébastien Loeb     | Citroën DS3 WRC                                              | 5               | 9         | 222       | 8         |
| 2012  | Franța       | Sébastien Loeb     | Citroën DS3 WRC                                              | 9               | 10        | 270       | 57        |
| 2013  | Franța       | Sébastien Ogier    | Volkswagen Polo R WRC                                        | 9               | 11        | 290       | 114       |
| 2014  | Franța       | Sébastien Ogier    | Volkswagen Polo R WRC                                        | 8               | 10        | 267       | 49        |
| 2015  | Franța       | Sébastien Ogier    | Volkswagen Polo R WRC                                        | 8               | 10        | 263       | 80        |
| 2016  | Franța       | Sébastien Ogier    | Volkswagen Polo R WRC                                        | 6               | 11        | 268       | 108       |
| 2017  | Franța       | Sébastien Ogier    | Ford Fiesta WRC                                              | 2               | 9         | 232       | 24        |

### După pilot

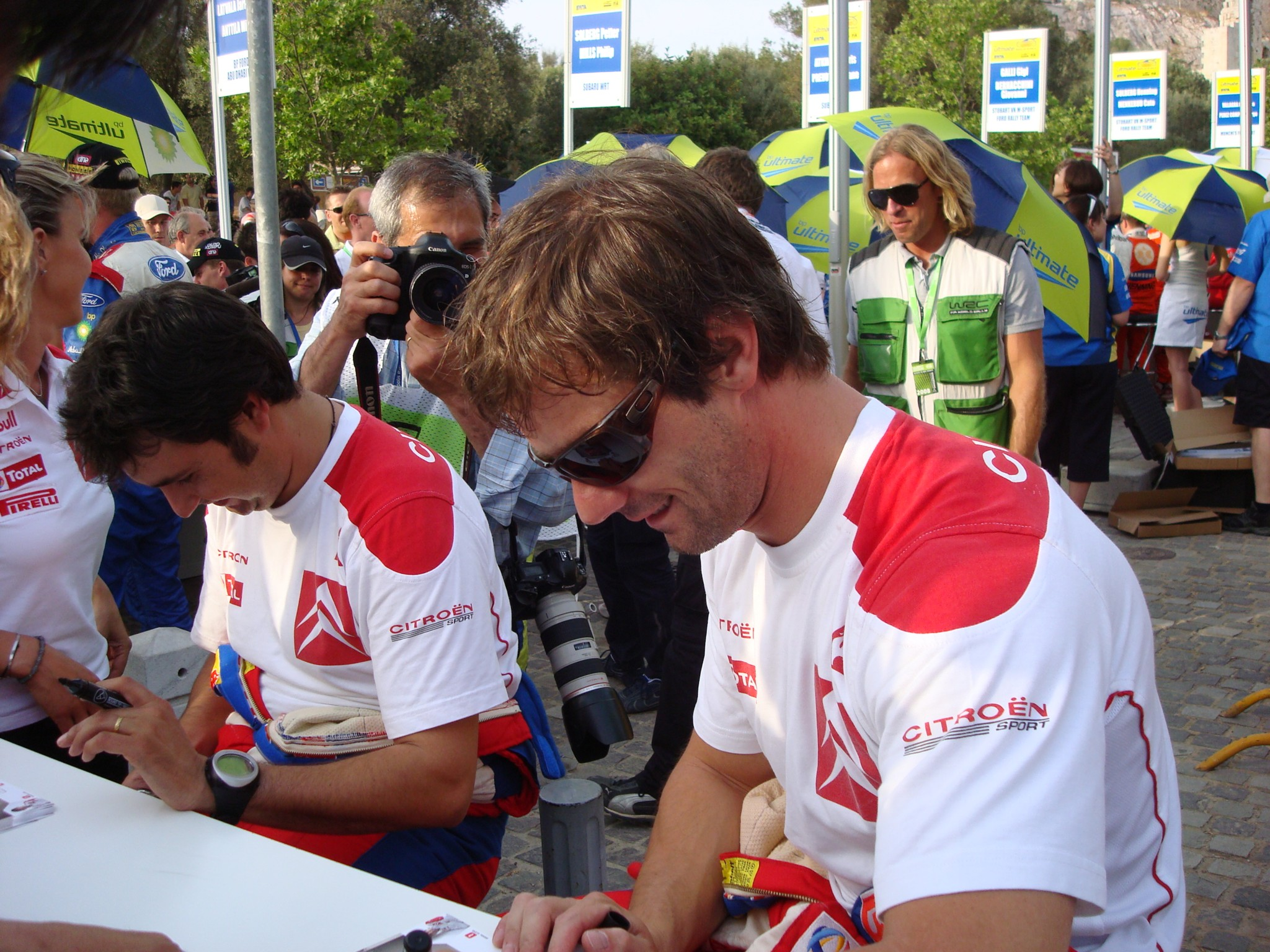
Nine-time champion Sébastien Loeb and his co-driver Daniel Elena

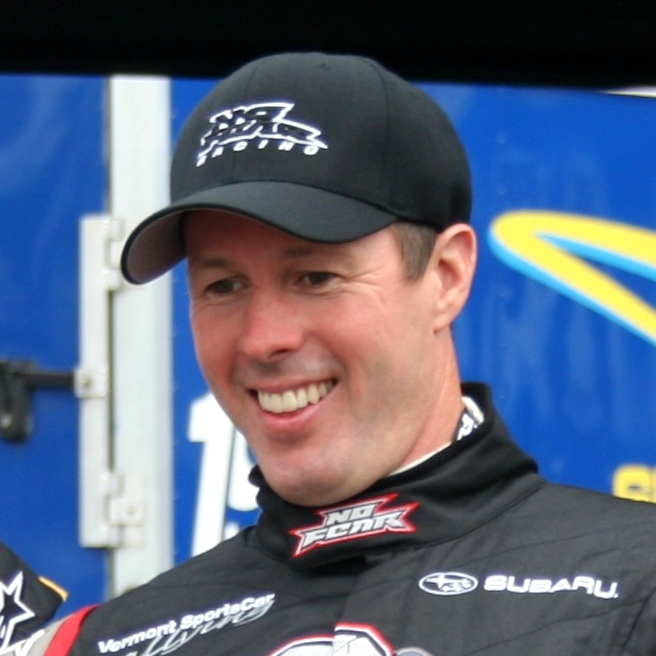
Colin McRae, winner of the 1995 World Rally Championship

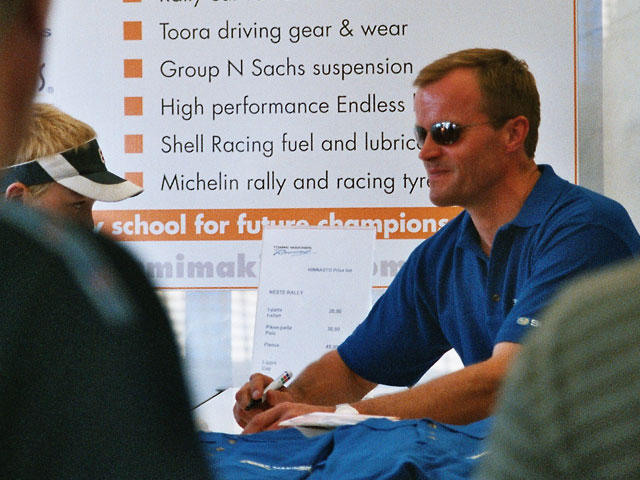
Tommi Mäkinen won four World Rally Championships.

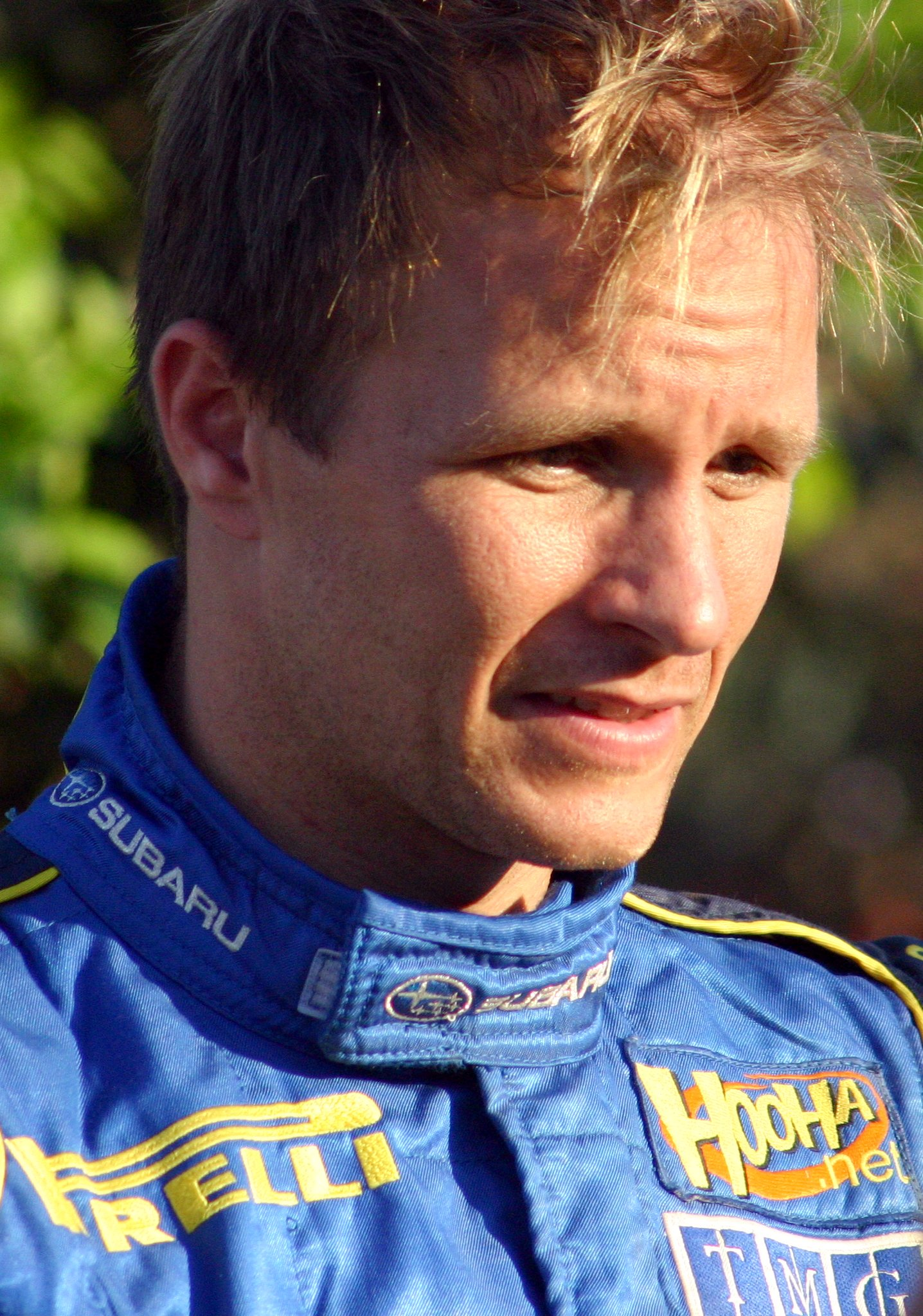
Petter Solberg won the World Rally Championship in 2003.

| Pilot           | Total | Sezoane                                              |
| --------------- | ----- | ---------------------------------------------------- |
| Sébastien Loeb  | 9     | 2004, 2005, 2006, 2007, 2008, 2009, 2010, 2011, 2012 |
| Sébastien Ogier | 5     | 2013, 2014, 2015, 2016, 2017                         |
| Juha Kankkunen  | 4     | 1986, 1987, 1991, 1993                               |
| Tommi Mäkinen   | 4     | 1996, 1997, 1998, 1999                               |
| Walter Röhrl    | 2     | 1980, 1982                                           |
| Miki Biasion    | 2     | 1988, 1989                                           |
| Carlos Sainz    | 2     | 1990, 1992                                           |
| Marcus Grönholm | 2     | 2000, 2002                                           |
| Sandro Munari   | 1     | 1977                                                 |
| Markku Alén     | 1     | 1978                                                 |
| Björn Waldegård | 1     | 1979                                                 |
| Ari Vatanen     | 1     | 1981                                                 |
| Hannu Mikkola   | 1     | 1983                                                 |
| Stig Blomqvist  | 1     | 1984                                                 |
| Timo Salonen    | 1     | 1985                                                 |
| Didier Auriol   | 1     | 1994                                                 |
| Colin McRae     | 1     | 1995                                                 |
| Richard Burns   | 1     | 2001                                                 |
| Petter Solberg  | 1     | 2003                                                 |

### După naționalitate

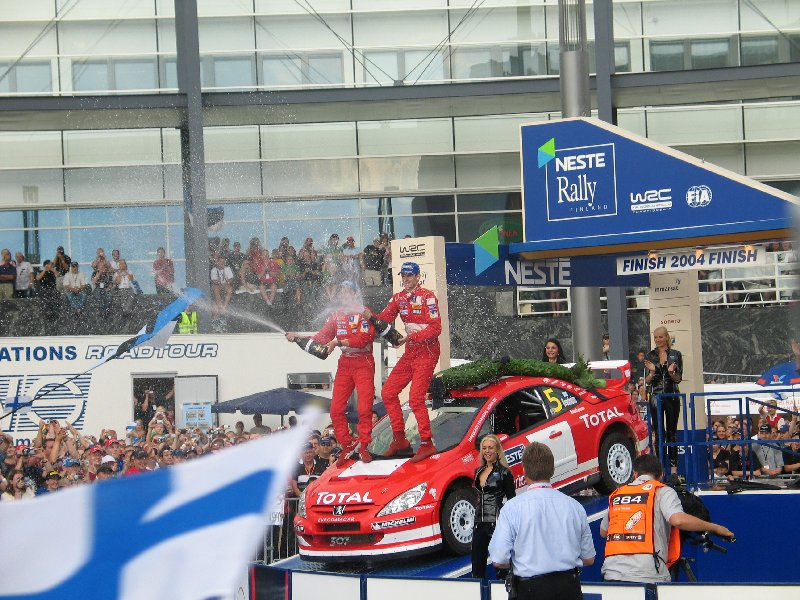
Marcus Grönholm, the seventh Finnish world champion

| Țara         | Pilot | Total |
| ------------ | ----- | ----- |
| Franța       | 3     | 15    |
| Finlanda     | 7     | 14    |
| Italia       | 2     | 3     |
| Regatul Unit | 2     | 2     |
| Suedia       | 2     | 2     |
| Germania     | 1     | 2     |
| Spania       | 1     | 2     |
| Norvegia     | 1     | 1     |

### După constructor

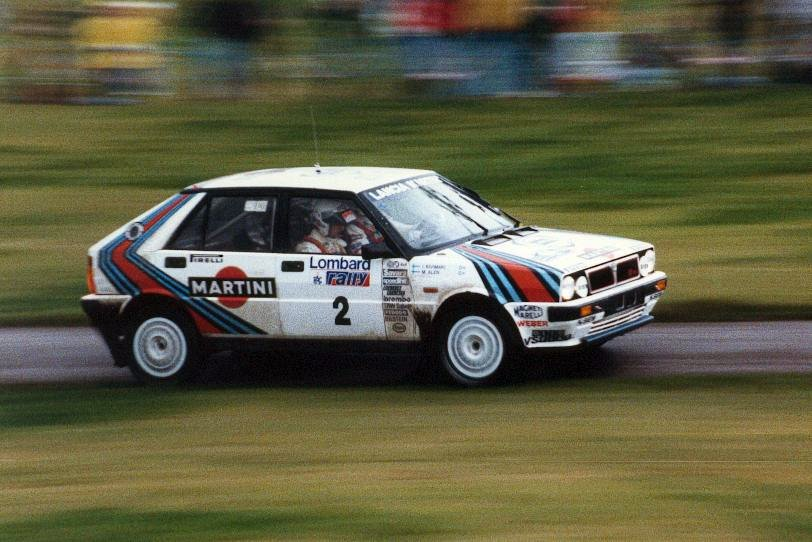
Markku Alén driving a Lancia Delta HF 4WD in 1987. Rally versions of the Delta brought Lancia four drivers' titles.

| Constructor | Total |
| ----------- | ----- |
| Citroën     | 9     |
| Lancia      | 5     |
| Toyota      | 4     |
| Mitsubishi  | 4     |
| Peugeot     | 4     |
| Subaru      | 3     |
| Fiat        | 2     |
| Ford        | 2     |
| Audi        | 2     |
| Opel        | 1     |

## Legături externe
- World Rally Championship official site
- FIA official site Arhivat în 28 ianuarie 2011, la Wayback Machine.